# Gesturi
Gesturi é uma comuna italiana da região da Sardenha, na província da Sardenha do Sul, com cerca de 1.430 habitantes. Estende-se por uma área de 46 km², tendo uma densidade populacional de 31 hab/km². Faz fronteira com Barumini, Genoni (NU), Gergei (NU), Isili (NU), Nuragus (NU), Setzu, Tuili.

## Demografia
| Variação demográfica do município entre 1861 e 2011                               |
|                                                                                   |
| Fonte: Istituto Nazionale di Statistica (ISTAT) - Elaboração gráfica da Wikipedia |